# 晚禱 (油畫)
《晚禱》（L'Angélus）是法國巴比松派畫家尚-弗朗索瓦·米勒最著名的作品之一。通常认为这幅作品描述一對農民夫婦在遠處教堂鐘聲響起時，站在農田中央，放下手上的工作，虔誠祈禱的情景，体现出他们对命运的虔诚，一天的耕种后他们感谢上帝赐给他们劳动的恩惠，也祈求上帝保佑，同时体现出农民随遇而安的性格。但十九世纪和二十世纪的艺术家存在多重解读，最为著名的是萨尔瓦多·达利在其著作《米勒晚祷中的悲剧神话》中宣称这实际上描绘的是一幅葬礼的画面。1963年，在达利的坚持下，罗浮宫对作品进行了X光扫描，发现在画下方的篮子旁，还有一个被颜料覆盖的小的几何形状，看起来像是一个棺材。
在米勒去世之後，這幅畫幾經易手，最後一位法國人商人阿尔弗雷德·肖沙尔（Alfred Chauchard；1821-1909）以800,000法郎購得此畫，后捐贈給法國政府，1910年1月15日成為 罗浮宮藏品，1986年開始入藏奧塞美術館。
《晚禱》标志着米勒艺术生涯的巅峰。《晚禱》、《拾穗》和《播种者》三副画被世人称为米勒不朽的三大作品。